# Rheinisch-Westfälisches Kohlen-Syndikat
Unter Rheinisch-Westfälischem Kohlen-Syndikat (RWKS) kann man zweierlei verstehen:
- eine nicht mehr bestehende Verkaufs- und Vertriebsorganisation für Ruhrkohle mit Sitz in Essen oder aber
- ein ebenfalls historisches Syndikatskartell, das obige Verkaufs- und Vertriebsorganisation als ausführendes Organ mit umfasste, aber noch aus weiteren Organen bestand.

Das RWKS als eine (1893 gegründete) Absatzorganisation hatte die Rechtsform einer AG. Die parallel zu ihr bestehende „Vereinigung der Zechenbesitzer“ des Steinkohlebergbaus des Ruhrgebiets war nicht als Kapitalgesellschaft, sondern als Gesellschaft bürgerlichen Rechts organisiert.
Das RWKS als Syndikat im Sinne der wissenschaftlichen Kartelltheorie war ein Kartell „höherer Ordnung“, d. h. ein besonders hoch entwickeltes und stabiles Wirtschaftskartell: Durch die Monopolisierung des Absatzes in der zentralen Verkaufsstelle hatten die kartellierten Bergwerke (in der Tendenz) keine eigenen Vertriebsabteilungen mehr und keinen Zugriff mehr auf die Kunden.
Die Bedeutungserweiterung des Wortes Rheinisch-Westfälisches Kohlen-Syndikat erfolgte pars pro toto, also vom Teil (= Verkaufsorganisation). hin zum Ganzen (= Syndikatskartell). Sie lief parallel zu einer gleichartigen Begriffsveränderung in der wissenschaftlichen Kartelltheorie, wo sich erst ab etwa 1900 das Wort Syndikat für Kartelle mit zentralisiertem Absatz durchsetzte.

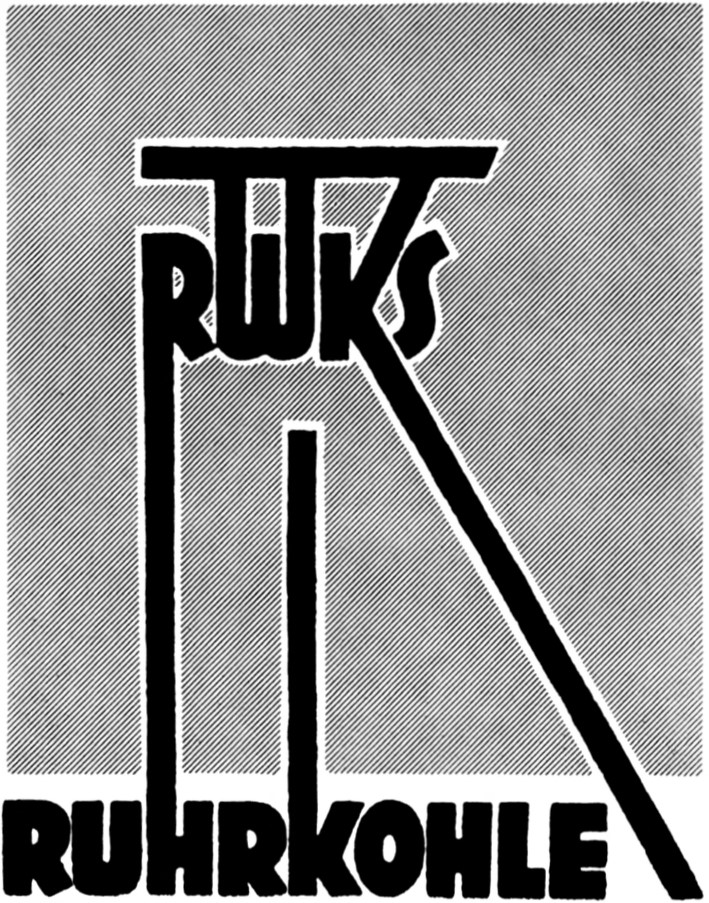
Das Verkaufslogo des Rheinisch-Westfälischen-Kohlenkartells, ca. 1910

## Geschichte

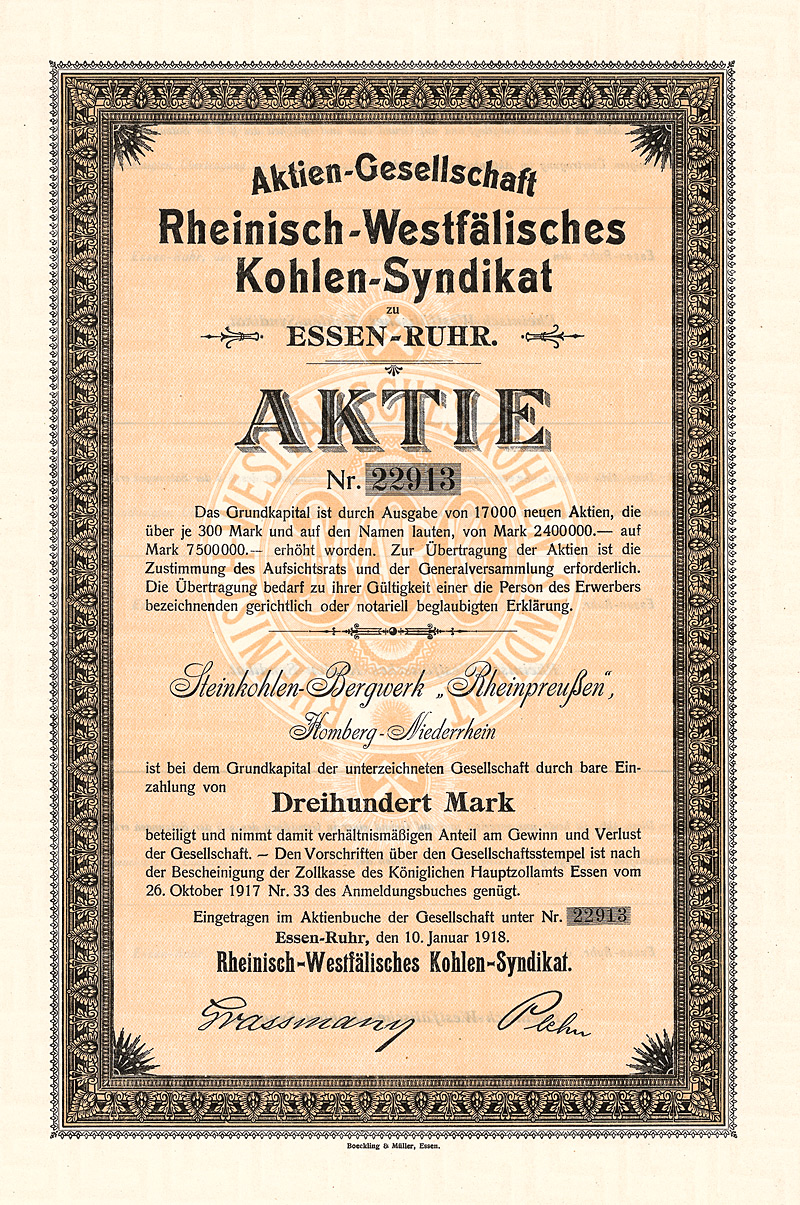
Aktie der AG Rheinisch-Westfälisches Kohlen-Syndikat über 300 Mark vom 10. Januar 1918

Die Syndikats-AG zum Vertrieb von Ruhr-Steinkohle bestand zwischen 1893 und 1945. Sie wurde 1945 offiziell aufgelöst.
Das RWKS wurde im Februar 1893 als Nachfolger verschiedener kleinerer Bergwerks-Kartelle durch Emil Kirdorf gegründet. Das Syndikat war – als der Haupt-Energielieferant des Deutschen Reiches und Haupt-Kokslieferant im kontinentalen Europa – immer wirtschaftspolitisch bedeutsam und umstritten:
- 1900 führten Fehlplanungen oder/und übersteigertes Profitstreben zur sogenannten Kohlenot, einer Versorgungskrise.[2]
- 1901 wurde die Preispolitik des Rheinisch-Westfälischen Kohlen-Syndikats zum Auslöser der Kartellenquete, einem Untersuchungsausschuss über die Rolle der Kartelle
- Zwischen 1904 und 1911 bestanden zwischen dem RWKS und dem Bergfiskus (dem preußischen Staat und seinen Ruhr-Zechen) stärkere Spannungen. 1904 hatte das Syndikat die Übernahme der Bergwerksgesellschaft Hibernia durch den Staat Preußen hintertrieben, der sich wiederum mit Zurückhaltung bei der Genehmigung von Neuexplorationen revanchierte.[3]
- 1912 kam es zu einer Assoziierung der preußisch-staatlichen Zechen an das RWKS, die aber bereits zu 1913 wieder gekündigt wurde.[4]
- 1915 drohte das Syndikat unter den kriegsbedingt verschärften Interessengegensätzen seiner Mitglieder zu zerbrechen. Nur unter staatlichem Druck gelang die Verlängerung des Syndikatsvertrages.
- Nach der Novemberrevolution von 1918 wurde das Kohlen-Syndikat in eine halböffentliche Körperschaft unter Beteiligung des Freistaats Preußen mit erweiterter Mitbestimmung umgewandelt.[5]
- 1923 wurde sein Sitz während der französischen Besetzung des Ruhrgebiets kurzfristig nach Hamburg verlegt.
- 1934 wurde das Kartell um die Zechen des Aachener Bergbaureviers und 1935 um die des Saarlandes ergänzt und wurde dann bisweilen auch „Westdeutsches Kohlensyndikat“ genannt.[6]
- 1941 wurde das RWKS als Zwangskartell Bestandteil der Reichsvereinigung Kohle, eines Lenkungsverbands der nationalsozialistischen Wirtschaft.[7]
- Noch vor Kriegsende 1945 wurden die Absatzgebiete der bayerischen Pechkohle-Bergwerke innerhalb des RWKS festgelegt.
- 1945 wurde das Kartell durch die Besatzungsmächte offiziell aufgelöst. 44 führende Vertreter der Mitglieder des Syndikats ließ die Militärregierung der britischen Besatzungszone am 7. September 1945 verhaften.[8] Allerdings wurden die Funktionen des RWKS im Wesentlichen beibehalten; sie wurden von Nachfolge-Organisationen, die vor allem anders benannt waren, übernommen und ausgeübt. Diese waren 1947–1952 der Deutsche Kohlenverkauf und 1952–1956 die Gemeinschaftsorganisation Ruhrkohle (GEORG).[9] Die spätere Ruhrkohle AG ab 1968 kann als Fortsetzung des RWKS in Konzernform aufgefasst werden.

## Zweck und Funktion
Das RWKS war ein Verkaufskartell mit zentraler Preisfestsetzung und Mengenregulierung. Ziel des Syndikat war es, durch Steuerung dieser Marktparameter einen „ungesunden“ Konkurrenzkampf unter den beteiligten Zechen zu unterbinden. Aufgrund seiner Bedeutung als zentrales Vertriebsorgan wurde die RWKS-AG für die beteiligten Unternehmen zu einer bedeutenden branchen- und wirtschaftspolitischen Einrichtung, die Marktinformationen beschaffte, internationale Kontakte knüpfte sowie Unternehmer der Schwerindustrie zur Festlegung einheitlicher Meinungen und Standpunkte zusammenbrachte.
Das RWKS legte jährlich neue Beteiligungsziffern, also Fördermengen, für jede Zeche fest. Dabei blieben insbesondere Selbstverbrauch und Deputate unberücksichtigt. Dies begünstigte die Entstehung von Hüttenzechen, da durch die vertikale Integration mit Stahl- und Hüttenbetrieben deren enormer Verbrauch als Eigenbedarf gezählt wurde und eine Zeche so die Fördermengenbegrenzung umgehen konnte. Wesentliche Nutzer dieses Vorgehens waren Hugo Stinnes und August Thyssen.
Das RWKS und seine Vorgänger förderten durch den Zusammenhalt ihrer Mitglieder auch die weitere Kartellbildung im Ruhrgebiet. So wurden seit 1888 mehrere wirtschaftlich kleinere Syndikate zur Verwertung von Abfallstoffen und Nebenprodukten eingerichtet. Die AG Ruhrgas (heute: E.ON Ruhrgas) von 1926 hatte hier ihren Ursprung als eine unternehmensübergreifende Lösung zur Verwertung der anfallenden Kokereigase.

## Rang und Ansehen
Das Rheinisch-Westfälische Kohlensyndikat galt seit seiner Gründung 1893 als ein Muster an Organisationskunst und über Jahrzehnte hinweg weltweit als ein „Idealkartell“ (nachweislich noch 1939). Ähnlich hochrenommierte Syndikatskartelle bestanden sonst nur noch im Stahlbereich, so der Deutsche Stahlwerksverband von 1904 oder die Internationale Rohstahlexportgemeinschaft 1933/39. Das RWKS beeinflusste über viele Jahre direkt und indirekt die deutsche und internationale Kartellbewegung, galt als Vorbild für verbandliche Reorganisationen. So übernahmen etwa andere nationale Kartellgruppen im internationalen Stahlkartell ab 1933 die Organisationsverfahren der deutschen Ruhrindustrie. Straff durchorganisierte Syndikatskartelle galten als besonders gelungen, insofern sie zugleich Preise und Mengen vorschrieben, den Absatz ihrer Mitglieder über die gemeinsame Verkaufsstelle monopolisierten, dadurch eine effektive gemeinschaftliche Kontrolle ermöglichten und für Abweichungen vom geschäftlichen Planverlauf einen „Ausgleich“ finanzieller oder kommerzieller Art vorsahen.

## Sitz, Gebäude, Denkmalpflege

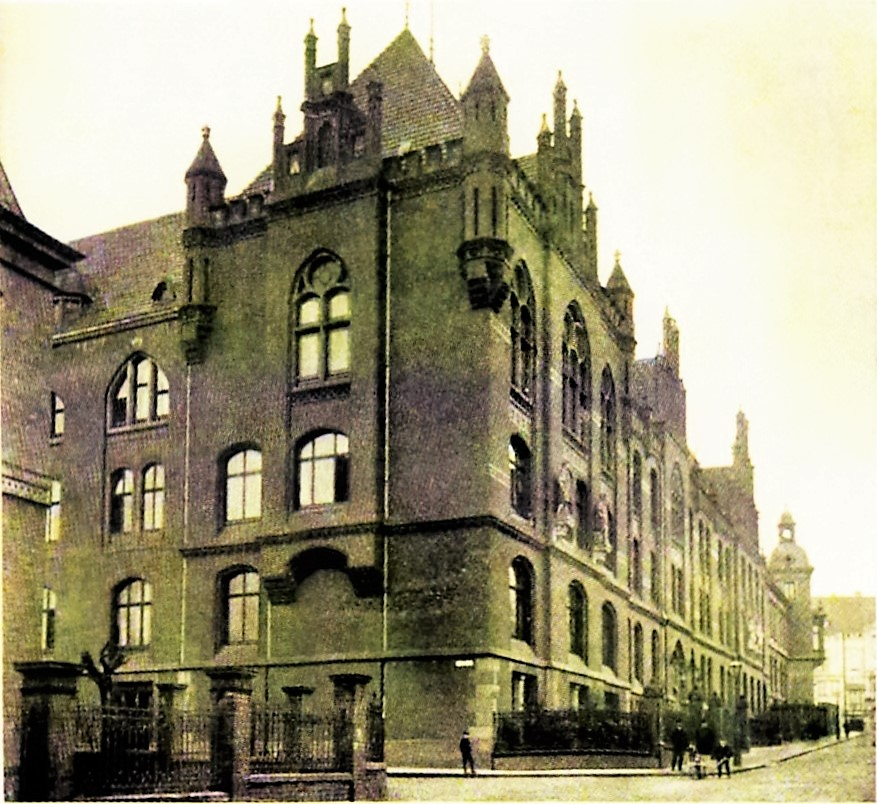
Geschäftsgebäude des Rhein.-Westf. Kohlen-Syndikats um 1900 (damalige Frau-Berta-[Krupp]-Straße von Osten)

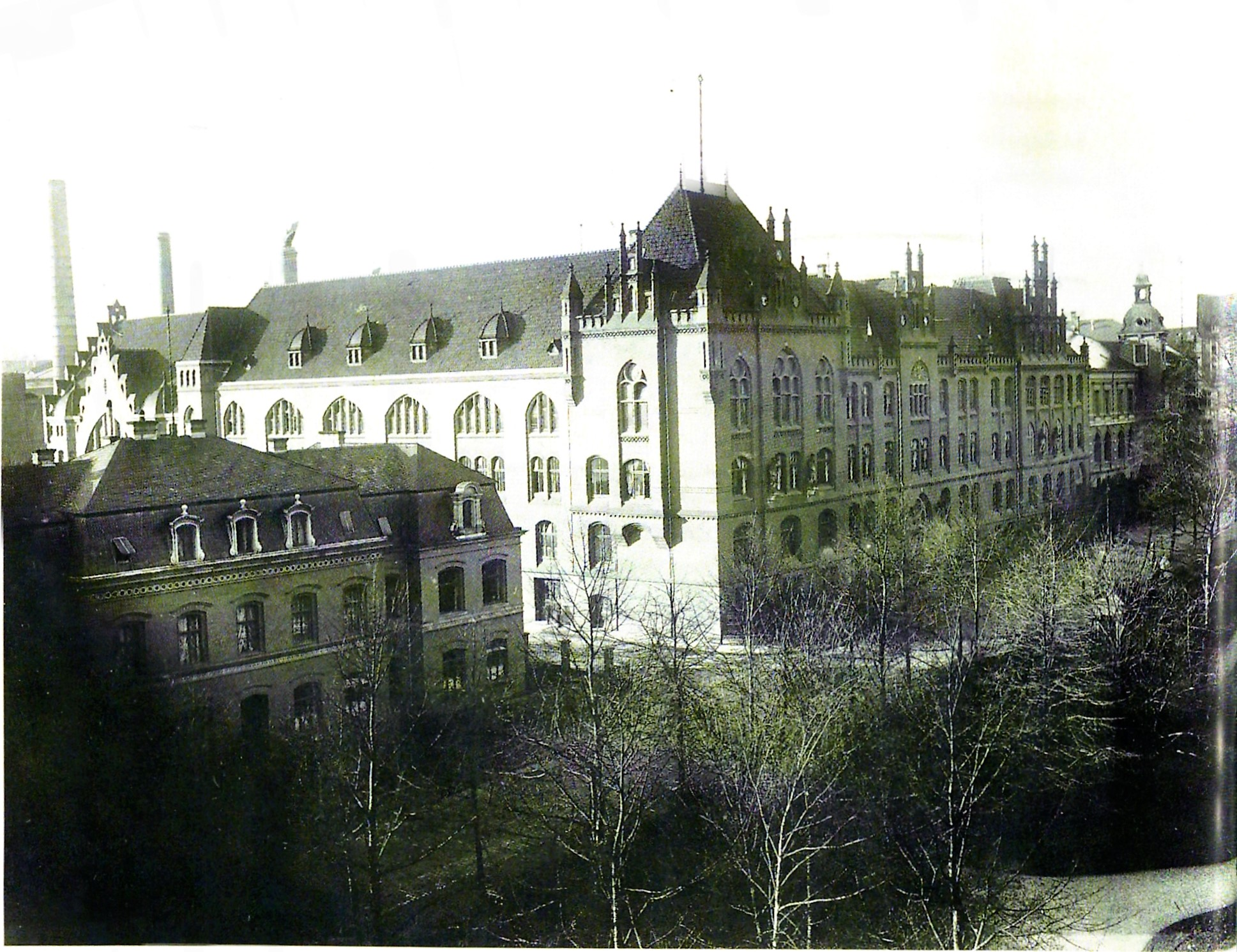
Geschäftsgebäude des Rhein.-Westf. Kohlen-Syndikats um 1910 (links oben: repräsentativer neuer Flügel von 1905)

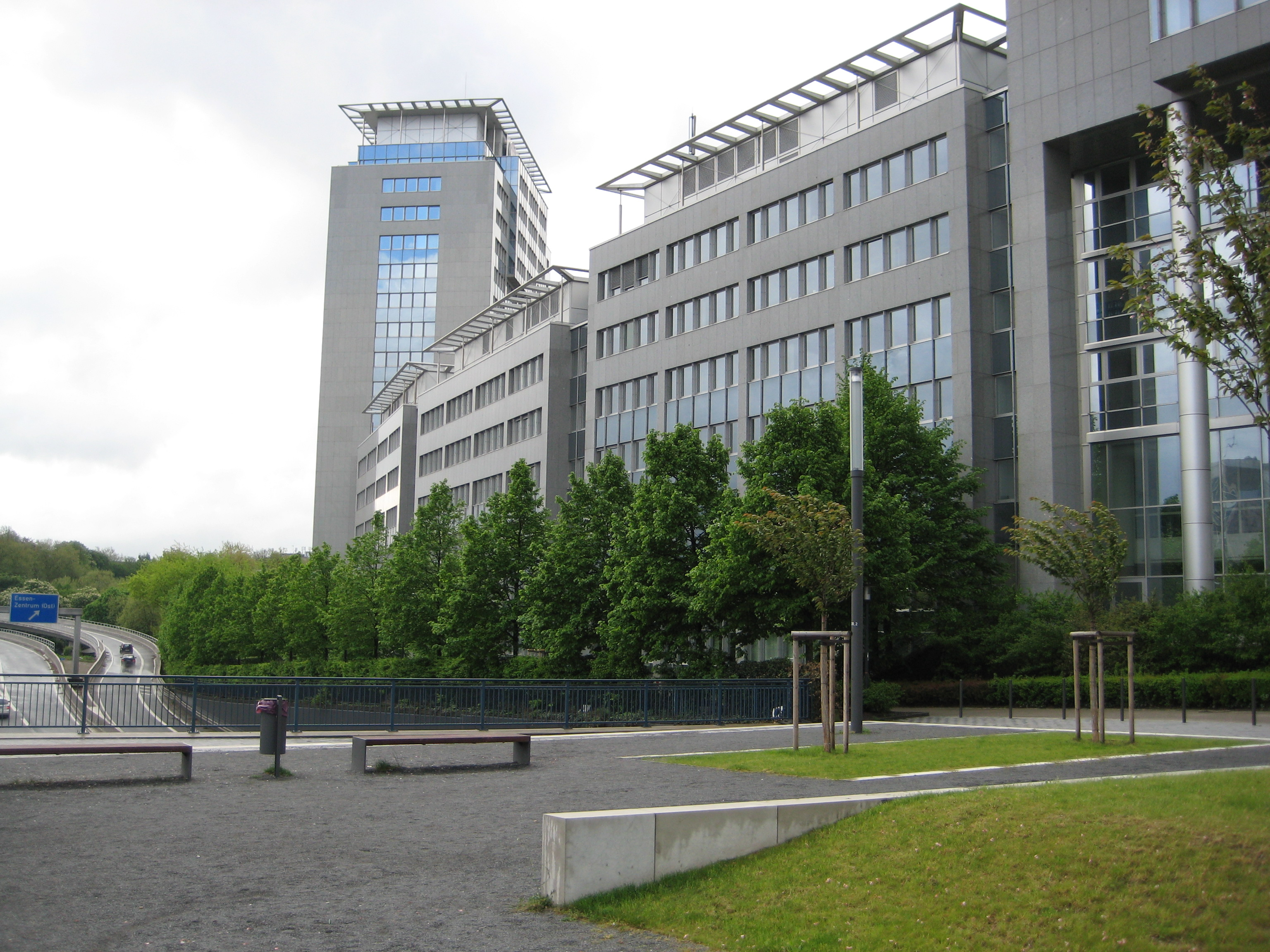
Evonik-Konzernzentrale: hier standen das Syndikats- und das Ruhrkohlehaus (frühere Frau-Berta-Krupp-Straße von Westen)

Um den Sitz des neugegründeten RWKS entbrannte 1893 eine heftige Konkurrenz zwischen den Städten Bochum, Dortmund und Essen. Essen entschied diesen Wettstreit für sich – durch ein äußerst günstiges Angebot (Gebäude und Grundstück umsonst) und durch seine zentrale Lage im Ruhrgebiet und bei anderen Kohle-Institutionen. Nach den Wünschen des Syndikats hatten die Stadtväter bis 1894 ein repräsentatives Gebäude errichten lassen (Frau-Berta-Krupp-Straße), das 1905 noch einen Anbau erhielt (Syndikatstraße, später: Gärtnerstraße). Um die Jahrhundertwende arbeiteten darin mehr als 100 Menschen; 1935 hatte das RWKS 895 Beschäftigte.
1943 fiel das Syndikatsgebäude – bis auf den Anbau von 1905 – einem alliierten Luftangriff zum Opfer. 1949–1952 wurde das Gebäude nach Neubauplänen von 1936 wiederaufgebaut, wobei der erhalten gebliebene Teil von 1905 in den Neubau integriert wurde. Das neue „Ruhrkohlehaus“ hatte zunächst die gleiche Funktion – zentrale Verkaufsstelle für Ruhrkohle – wie zu den eigentlichen Syndikatszeiten. 1952 wurde der „Deutscher Kohle-Verkauf“ in „Gemeinschaftsorganisation Ruhrkohle“ umgetauft. 1957 wurde das Gebäude zur wenigstens optischen „Entflechtung“ von drei formell unabhängigen Verkaufsgesellschaften durch eine Vielzahl improvisierter Trennwände aufgeteilt, die aber tatsächlich durch geheime Zwischentüren durchgängig blieben.
1997 wurde das Ruhrkohlehaus abgerissen, um einem repräsentativen Neubau der Zentrale der Ruhrkohle AG Platz zu machen. Das zuständige Denkmalpflegeamt des Landschaftsverbandes Rheinland hatte sich in einem Gutachten von 1990 für eine Erhaltung des Gebäudes ausgesprochen. Begründet wurde diese Stellungnahme mit der stadthistorischen Bedeutung, nicht mit der besonderen Wirtschaftskultur eines hochentwickelten Kartells resp. dem früheren Weltruf des RWKS. Die Stadt Essen gab dem Abrissantrag der Ruhrkohle AG nach, inklusive einer Änderung von Straßenzuschnitten und -benennungen. Dort, wo das weltweit berühmteste Syndikatskartell seinen Sitz gehabt hatte, befindet sich (ohne jeglichen Hinweis durch eine Gedenktafel) seit 2006 die Konzernzentrale von Evonik Industries, einer Ausgliederung der Ruhrkohle AG.

## Aufbauorganisation des Syndikatskartells
Das RWSK als Syndikatskartell bestand aus folgenden Hauptorganen:
- der „Zechenbesitzerversammlung“,
- dem „Beirat“ für laufende Steuerungsaufgaben,
- den „Ausschüssen“, ständigen und temporären sowie
- der gemeinsamen Verkaufsstelle (RWSK-AG). Die AG selbst umfasste außer der Geschäftsführung noch – in scheinbarer Doppelung – die „Generalversammlung der Zechenbesitzer“ und den „Aufsichtsrat“.

Operativ war der Beirat das Hauptorgan des Kohlenkartells. Die Vollversammlung der Zechenbesitzer war allerdings rechtlich und unternehmenspolitisch die letzte und höchste Instanz des RWKS als Syndikatskartell.

## Aufsichtsratsvorsitzende der Vertriebsgesellschaft
Für den Aufsichtsratsvorsitz in der RWKS AG qualifizierten sich regelmäßig Vertreter von größeren Mitgliedsunternehmen:
- 1893–1925 Emil Kirdorf, Generaldirektor der Gelsenkirchener Bergwerks-AG,
- 1925–1927 Albert Vögler, Vorstandsvorsitzender der Vereinigten Stahlwerke,
- 1927–1935 Erich Fickler, Generaldirektor der Harpener Bergbau AG,
- 1935–1942 Hermann Kellermann, Vorstandsmitglied der Gutehoffnungshütte,
- 1942–1945 Herbert Kauert, Vorstandsmitglied der  Gelsenkirchener Bergwerks-AG, seinerzeit einer Tochtergesellschaft der Vereinigten Stahlwerke.

„Eng war die personelle Verflechtung zwischen AG und [Zechenbesitzer-]Vereinigung: Der Aufsichtsratsvorsitzende der AG und der Vorsitzende der Gesellschaft bürgerlichen Rechts waren in der Regel in einer Person vereinigt. In Emil Kirdorf wird die Personalunion des Vorsitzenden von Zechenbesitzerversammlung, Aufsichtsrat und Beirat über Jahrzehnte hinaus am deutlichsten.“

## Verhältnis zum Nationalsozialismus
In den 1930er Jahren suchten linke reichsdeutsche Politiker und später auch vor Hitler ins Exil Geflüchtete die deutschen Kartelle pauschal in die Nähe des Nationalsozialismus zu rücken. In den 1940er Jahren wiederholte sich dies durch amerikanische und europäische Neoliberale. Das RWKS gab schon wegen seiner wirtschaftlichen Größe und Bedeutung dafür eine ideale Zielscheibe ab. Spätere Nachforschungen jedoch rehabilitierten die Leiter und Funktionsträger dieses Syndikats in wichtigen Punkten.
Im Jahr 1931 kursierten verschiedene Gerüchte, wonach das Rheinisch-Westfälische Kohlen-Syndikat sich an der Finanzierung der NSDAP beteiligen würde. So verkündete Rudolf Breitscheid, der Fraktionsvorsitzende der SPD, am 14. Oktober vor dem Reichstag, er habe erfahren, dass die Kohleindustrie eine Abgabe von 50 Pfennig pro geförderter Tonne Kohle an die NSDAP und die DNVP zahle. Dies war schon deshalb unwahrscheinlich, weil die Produktionskosten einer Tonne Kohle unter diesem Betrag lagen. Träfe dies zu, hätten die beiden Parteien jährlich rund 50 Millionen Reichsmark zur Verfügung gehabt, eine Summe, die offenkundig zu hoch war. Ähnliches berichtete der Oberpräsident von Sachsen Carl Falck im Dezember 1931 an den preußischen Innenminister Carl Severing: Er habe eine Mitteilung erhalten, „die auf industrielle Kreise zurückgeht“, wonach das Rheinisch-Westfälische Kohlensyndikat 1931 annähernd zwei Millionen Reichsmark an die NSDAP gespendet habe. Diese Gerüchte konnten nie bestätigt werden: Der langjährige Geschäftsführer des Kohle-Syndikats Albert Janus erklärte 1947 an Eides statt, es habe vor 1933 keinerlei Zahlungen an die NSDAP gegeben. Der amerikanische Historiker Henry Ashby Turner, der die Beziehung zwischen Großindustrie und NSDAP eingehend untersucht hat, konnte in den Archiven auch keinerlei Belege dafür finden. Auch mache die Tatsache, dass seit 1919 Vertreter der sozialdemokratisch geführten preußischen Landesregierung und der sozialistischen Gewerkschaften in seinem Aufsichtsrat saßen, eine Finanzierung der Nationalsozialisten durch das Kohlen-Syndikat unwahrscheinlich.

## Forschung
An der Ruhr-Universität Bochum (Lehrstuhl Wirtschafts- und Unternehmensgeschichte) läuft ein DFG-gefördertes Forschungsprojekt „Absatz und Absatzstrategien des westdeutschen Steinkohlenbergbaus in der ersten Hälfte des 20. Jahrhunderts“. Das Deutsche Bergbaumuseum finanziert seit Sommer 2011 ein Promotionsstipendium (Forschungsprojekt „Die Absatzorganisation des RKWS auf dem nationalen Markt, 1896–1933“).